# Trechus quadristriatus
Trechus quadristriatus (лат.) — вид жужелиц из подсемейства Trechinae. Голарктика.

## Описание
Жуки мелких размеров, длина которых 3,6—4,1 мм. Морфологически очень похож на Trechus obtusus, но отличается следующими состояниями признаков: глаза в целом крупнее и более выпуклые; передняя надглазничная щетинка расположена ближе к глазу; задний угол переднеспинки обычно более отчетлив; надкрылья обычно более длинные и менее дуговидные; бороздки надкрылий обычно более вдавлены. Этот вид встречается в нарушенных местообитаниях, таких как возделываемые поля, опушки полей, сады и пустыри. Он ведёт как ночной, так и дневной образ жизни, считается частым летуном и умеренным бегуном. Исходный ареал включает Палеарктику (Европа, Азия, Северная Африка). В последние годы отмечается в Северной Америке (Канада, США).